# 諾溫傑 (密蘇里州)
諾溫傑（英語：Novinger）是位於美國密蘇里州亞代爾縣的城市。

## 人口
根據2020年美國人口普查的數據，諾溫傑的面積為2.08平方千米，當中陸地面積為2.04平方千米，而水域面積為0.04平方千米。當地共有人口383人，而人口密度為每平方千米184人。